# Biblioteca nacional de Jamaica
La Biblioteca nacional de Jamaica (en inglés: National Library of Jamaica) es la biblioteca nacional de la isla y nación caribeña de Jamaica. Se encuentra ubicada en la calle 12 Este, de la ciudad capital de Kingston, Jamaica.
Fundada en 1979 bajo la ley del Instituto de Jamaica de 1978 (Institute of Jamaica Act) a partir de la colección de la Biblioteca de Referencia de las Indias Occidentales (fundada en 1894), que también hace parte del Instituto de Jamaica.
Una ley para la Biblioteca Nacional de Jamaica se redactó en el año 2003, pero se ejecutó en diciembre de 2010. La Ley 31 se titula La Biblioteca Nacional de Jamaica. Esta ley confirma la autonomía de la Biblioteca Nacional, establece la Biblioteca Nacional como cuerpo y proporciona el marco legal para la formalización de los mandatos y las operaciones de la biblioteca.